# بيل هايدن
بيل هايدن (بالإنجليزية: Bill Hayden)‏ هو دبلوماسي وسياسي أسترالي، ولد في 23 يناير 1933 في بريزبان في أستراليا. حزبياً، نشط في حزب العمال الأسترالي.

## مناصب
- انتخب وزير الخدمات البشرية [الإنجليزية]‏ (19 ديسمبر 1972 – 6 يونيو 1975).
- انتخب أمين صندوق أستراليا [الإنجليزية]‏ (6 يونيو 1975 – 11 نوفمبر 1975).
- انتخب وزير الخارجية [الإنجليزية]‏ (11 مارس 1983 – 17 أغسطس 1988).
- انتخب الحكام العامون لأستراليا (16 فبراير 1989 – 16 فبراير 1996).
- انتخب عضو مجلس النواب الأسترالي عن دائرة أوكسلي [الإنجليزية]‏ (9 ديسمبر 1961 – 8 أكتوبر 1988).

## روابط خارجية
- بيل هايدن على موقع مونزينجر (الألمانية)